# Гару
Гару́ (фр. Garou, настоящее имя — Пьер Гара́н (фр. Pierre Garand), род. 26 июня 1972, Шербрук, Канада) — франко-канадский музыкант, певец и актёр. Широкую известность приобрел после того, как сыграл роль Квазимодо в мюзикле «Нотр-Дам де Пари» в 1998 году.

## Биография и карьера
Пьер Гаран родился 26 июня 1972 в городе Шербрук, в канадской провинции Квебек.
До 1997 года он выступал в основном в барах и ресторанах. Но в 1997 году он был утверждён на роль Квазимодо автором текстов песен мюзикла Нотр-Дам де Пари Люком Пламондоном. Мюзикл имел большой успех и вскоре стал известен не только во Франции, но и во всём мире. Гару гастролировал в составе спектакля в период с 1998 по 2000 год.
После успеха мюзикла Гару стал строить собственную карьеру. Первым сольным альбомом стал «Seul» («Одинокий»). Песни «Gitan» («Цыган») и «Seul», которые стали очень известными, были написаны Люком Пламондоном и Романо Мусумаррой. Песня «Sous le vent» («По ветру») Гару исполнил в дуэте с Селин Дион.
Спустя год был выпущен альбом «Seul… avec vous» («Одинок… с вами»). Альбом включал в себя кавер-версии известных песен, таких как «La bohème» Шарля Азнавура, «Au bout de mes rêves» Жан-Жака Гольдмана, а также из знаменитых мюзиклов «Нотр-Дам де Пари» («Belle») и «Стармания» («Le Monde est stone»).
В в ноябре 2003 года Гару записал альбом «Reviens» («Возвращаюсь»). Сингл альбома «Reviens (Où te caches-tu?)» («Вернись (Где ты прячешься?)») стал хитом. В 2004 году Мишель Сарду в дуэте с Гару исполнил песню из альбома «Reviens» «La Rivière de notre enfance» («Река нашего детства»).
В июне 2006 года Гару выпустил свой третий сольный альбом под названием «Garou». Слова и музыка первого сингла с этого альбома «L’injustice» («Несправедливость») были написаны Паскалем Обиспо. Песня «Que le temps» («Пусть время») написана лириком Сандрин Рой и композитором Сильваном Мишелем.
6 мая 2008 года подготовил следующий альбом «Piece of My Soul» («Часть моей души»). Этот альбом стал первым англоязычным альбомом в карьере певца. «Piece of My Soul» стал результатом сотрудничества Гару с Робби Уильямсом, Робом Томасом и другими.
В 2009 году Гару впервые пробует себя в кинематографе и снимается в главной роли в фильме Эрика Киваняна «Возвращение любви». Также в фильме приняли участие Ингрид Марески и Одри Флеро.
В конце того же года у Гару вышел ещё один кавер-альбом, названный «Gentleman cambrioleur» («Джентльмен-грабитель»). Альбом включает в себя как англоязычные, так и франкоязычные песни. В 2010 году певец устроил тур по Франции, имевший название «Gentleman’s Tour» («Тур Джентльмена»).
12 февраля 2010 года Гару выступил на открытии зимних Олимпийских игр 2010 года в Ванкувере с песней «Un peu plus haut, un peu plus loin». 29 ноября 2010 года был записан 6-й альбом Гару с названием «Version intégrale» («Полная версия»). В июне 2011 года Гару выступил в составе «Cirque du Soleil» в роли Зарка в шоу «Zarkana».
В завершении 2011 года Гару возвращается в «Notre-Dame de Paris», приняв участие в специально организованной программе концертов «Notre-Dame de Paris Le concert». Концерты были даны в Париже 16, 17 и 18 декабря.
С февраля 2012 года Гару является одним из наставников французской версии международного музыкального шоу талантов «The Voice» На телеканале TF1. Его коллеги — Дженифер, Луи Бертинак и Флоран Паньи. Параллельно с этим он также трудится над следующим альбомом «Rhythm and blues» («Ритм-н-блюз»), который был выпущен в сентябре 2012.
В марте 2013 года вновь состоялась концертная программа «Notre-Dame de Paris Le concert», на которой Гару также выступал. 23 июля 2013 года Гару выступил на открытии «Новой Волны 2013» в Юрмале с песнями «Belle», «Gitan» и «Quand Tu Danses».
18 ноября 2013 года Гару выпустил 8-й по счёту альбом сольной карьеры, названный «Au milieu de ma vie» («В середине моей жизни»). Тексты альбома были написаны Жеральдом де Пальмасом, Паскалем Обиспо, Жан-Жаком Гольдманом, Франсисом Кабрелем и Люком Пламондоном. В начале февраля 2014 года Гару был тренером третьего сезона «The Voice: la plus belle voix». С альбомом «Au milieu de ma vie» артист приезжал в Россию в феврале 2014 года. Стоит отметить, что Гару и российская певица Дина Гарипова спели песню «Du Vent Des Mots» («Слова на ветер») дуэтом. Они записали эту песню как раз в начале 2014 года, перед выступлениями Гару в Москве.
1 декабря 2014 года вышел концепт-альбом рождественских песен «It’s Magic!» («Xmas blues»). В марте-апреле 2015 года Гару дал серию концертов во Франции, Польше и Украине. С конца февраля 2015 года в шоу «The Voice» Гару снова стал наставником в четвёртом сезоне, заменив Зази. В октябре 2015 года Гару снова приезжал с концертами в Россию.
В 2016 году Гару возвращается в качестве тренера-наставника на шоу «The Voice». Также 10 февраля того же года он впервые открыл собственный ресторан-кабаре «Le Manko».
Гару неоднократно приезжал с выступлениями в Россию и Украину, давая концерты в Москве, Киеве, Харькове, Днепре и Одессе.

## Дискография
- 2000 — Seul
- 2001 — Seul… avec vous
- 2003 — Reviens
- 2006 — Garou
- 2008 — Piece of My Soul
- 2009 — Gentleman cambrioleur
- 2010 — Version intégrale
- 2012 — Rhythm and Blues
- 2013 — Au Milieu de Ma Vie
- 2014 — Xmas Blues
- 2019 — Soul City
- 2022 — Gаrоu Jоuе Dаssin

## Личная жизнь
Гару никогда не был женат. Однако у него есть дочь Эмили (род. 7 июля 2001) от шведской модели Ульрики. С января 2007 по июнь 2010 встречался с французской певицей Лори. С середины апреля 2013 встречался с канадской моделью Стефани Фурнье.